# Peayanus walteri
Peayanus walteri är en insektsart som beskrevs av Nielson 1983. Peayanus walteri ingår i släktet Peayanus och familjen dvärgstritar. Inga underarter finns listade i Catalogue of Life.